# Salejard
Salejard (en ruso: Салехард; en nenezo: Саля'харад, lit. morada en la península) es una ciudad, centro administrativo del distrito autónomo de Yamalia-Nenetsia de la Federación Rusa.
Es la única ciudad situada justo sobre el círculo polar ártico. Es servida por el Aeropuerto de Salejard.

## Historia
Un asentamiento en Obdorsk (Обдорск) fue fundado en 1595 en la región de Janty Polnovat-Vozh (Полноват-вож) por colonos rusos que deseaban continuar hacia la conquista de Siberia por Yermak Timoféyevich. Estaba situada hacia el río Obi, y se supone que su nombre deriva de allí.
La región alrededor de Obdorsk se referenciaba como un Obdorski krai, u Obdoriya en las reseñas del Imperio ruso.
El 10 de diciembre de 1930, cambió de administración hacia la nueva Yamal (Nenets) Ókrug (Ямальский (Ненецкий) национальный округ).
Y fue renombrada Salejard en 1933 y tomando el estatus de ciudad en 1938.
La terminal de ferrocarril  más cercana es Labitnangy, en el lado opuesto del río Obi. De 1949 a 1953 se intentó extender el Ferrocarril Salejard-Igarka hasta Igarka. El proyecto finalmente se abandonó habiéndose llevado las vidas de miles de prisioneros del Gulag.

## Economía
Yamalia es una región muy rica en yacimientos de gas natural. La compañía Novatek, la segunda empresa más grande de suministro de gas, tiene sus oficinas centrales en la ciudad.

## Galería

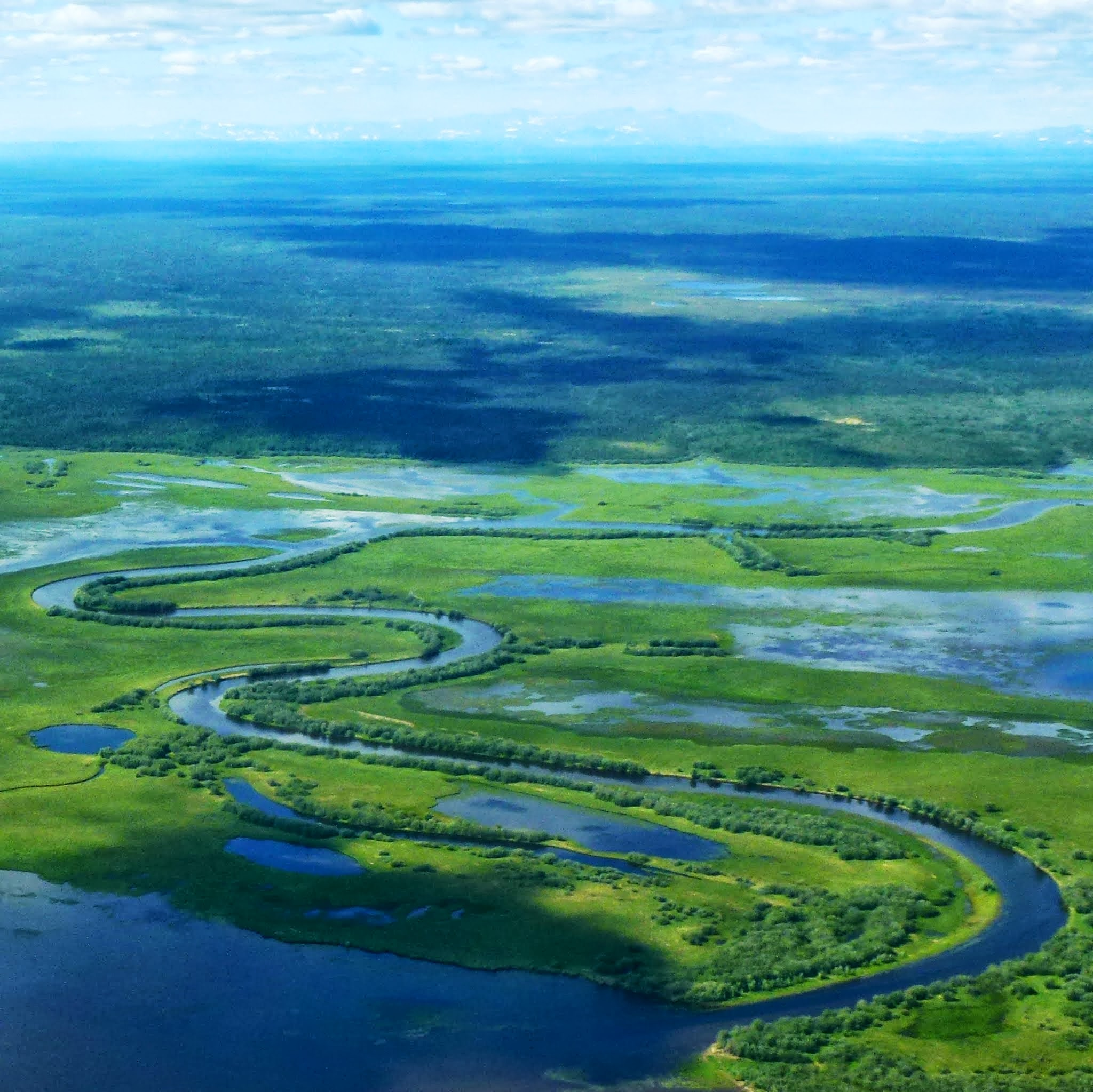
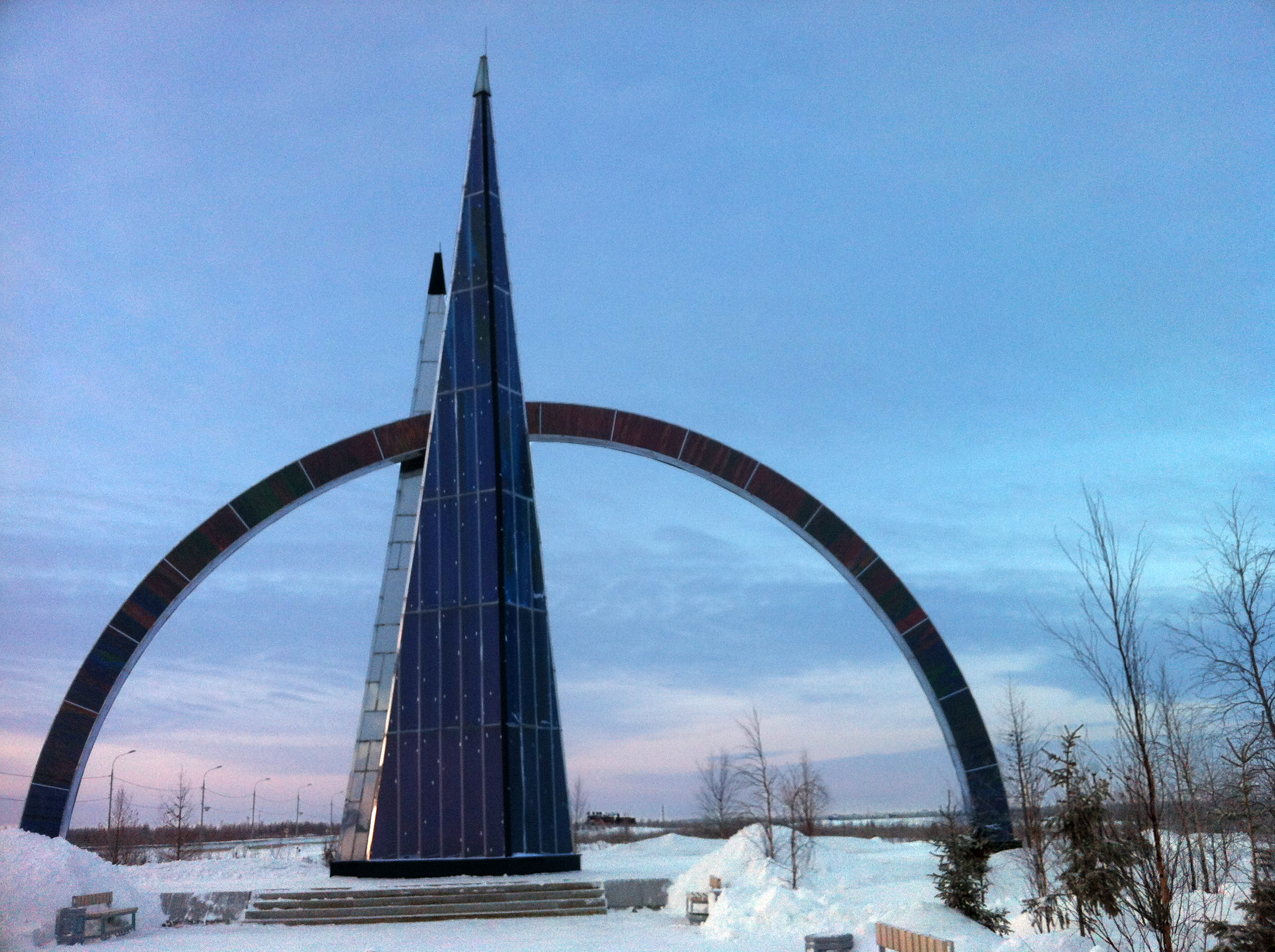

## Clima
Salejard tiene un clima subpolar  (clasificación climática de Koppen: Dfc) en la información termográfica desde 1882 muestra que el termómetro de la casilla meteorológica no está siendo afectado por la isla de calor ("mancha térmica" o "firma infrarroja") de la urbe de Salejard.
| Parámetros climáticos promedio de Salejard (1991-2020) | Parámetros climáticos promedio de Salejard (1991-2020) | Parámetros climáticos promedio de Salejard (1991-2020) | Parámetros climáticos promedio de Salejard (1991-2020) | Parámetros climáticos promedio de Salejard (1991-2020) | Parámetros climáticos promedio de Salejard (1991-2020) | Parámetros climáticos promedio de Salejard (1991-2020) | Parámetros climáticos promedio de Salejard (1991-2020) | Parámetros climáticos promedio de Salejard (1991-2020) | Parámetros climáticos promedio de Salejard (1991-2020) | Parámetros climáticos promedio de Salejard (1991-2020) | Parámetros climáticos promedio de Salejard (1991-2020) | Parámetros climáticos promedio de Salejard (1991-2020) | Parámetros climáticos promedio de Salejard (1991-2020) |
| Mes                                                    | Ene.                                                   | Feb.                                                   | Mar.                                                   | Abr.                                                   | May.                                                   | Jun.                                                   | Jul.                                                   | Ago.                                                   | Sep.                                                   | Oct.                                                   | Nov.                                                   | Dic.                                                   | Anual                                                  |
| ------------------------------------------------------ | ------------------------------------------------------ | ------------------------------------------------------ | ------------------------------------------------------ | ------------------------------------------------------ | ------------------------------------------------------ | ------------------------------------------------------ | ------------------------------------------------------ | ------------------------------------------------------ | ------------------------------------------------------ | ------------------------------------------------------ | ------------------------------------------------------ | ------------------------------------------------------ | ------------------------------------------------------ |
| Temp. máx. abs. (°C)                                   | 3.5                                                    | 3.3                                                    | 7.3                                                    | 15.5                                                   | 28.4                                                   | 31.6                                                   | 32.9                                                   | 29.9                                                   | 24.8                                                   | 18.2                                                   | 7.0                                                    | 4.1                                                    | 32.9                                                   |
| Temp. máx. media (°C)                                  | -18.8                                                  | -17.7                                                  | -9.2                                                   | -2.3                                                   | 4.7                                                    | 15.2                                                   | 20.0                                                   | 15.9                                                   | 9.3                                                    | 0.2                                                    | -10.5                                                  | -15.6                                                  | -0.7                                                   |
| Temp. media (°C)                                       | -23.1                                                  | -22.0                                                  | -14.2                                                  | -7.3                                                   | 0.4                                                    | 10.3                                                   | 15.0                                                   | 11.6                                                   | 5.7                                                    | -2.7                                                   | -14.5                                                  | -19.9                                                  | -5.1                                                   |
| Temp. mín. media (°C)                                  | -27.7                                                  | -26.6                                                  | -19.3                                                  | -12.1                                                  | -3.5                                                   | 5.8                                                    | 9.9                                                    | 7.3                                                    | 2.4                                                    | -5.8                                                   | -18.9                                                  | -24.3                                                  | -9.4                                                   |
| Temp. mín. abs. (°C)                                   | -51.9                                                  | -53.7                                                  | -47.4                                                  | -38.7                                                  | -30.8                                                  | -11.0                                                  | -1.0                                                   | -5.5                                                   | -9.6                                                   | -35.7                                                  | -47.1                                                  | -51.5                                                  | -53.7                                                  |
| Precipitación total (mm)                               | 24                                                     | 21                                                     | 23                                                     | 28                                                     | 44                                                     | 57                                                     | 61                                                     | 67                                                     | 46                                                     | 48                                                     | 31                                                     | 26                                                     | 476                                                    |
| Nevadas (cm)                                           | 36                                                     | 40                                                     | 45                                                     | 36                                                     | 17                                                     | 0                                                      | 0                                                      | 0                                                      | 0                                                      | 5                                                      | 20                                                     | 30                                                     | 229                                                    |
| Días de lluvias (≥ 1 mm)                               | 0                                                      | 0                                                      | 1                                                      | 3                                                      | 10                                                     | 17                                                     | 18                                                     | 20                                                     | 20                                                     | 9                                                      | 1                                                      | 0                                                      | 99                                                     |
| Días de nevadas (≥ 1 mm)                               | 26                                                     | 25                                                     | 23                                                     | 18                                                     | 17                                                     | 4                                                      | 0.03                                                   | 0.2                                                    | 5                                                      | 21                                                     | 25                                                     | 27                                                     | 191.2                                                  |
| Horas de sol                                           | 4                                                      | 48                                                     | 135                                                    | 209                                                    | 233                                                    | 270                                                    | 307                                                    | 185                                                    | 96                                                     | 57                                                     | 18                                                     | 0                                                      | 1562                                                   |
| Humedad relativa (%)                                   | 83                                                     | 82                                                     | 81                                                     | 78                                                     | 77                                                     | 70                                                     | 72                                                     | 79                                                     | 82                                                     | 86                                                     | 85                                                     | 83                                                     | 79.8                                                   |
| Fuente n.º 1: Погода и климат                          |                                                        |                                                        |                                                        |                                                        |                                                        |                                                        |                                                        |                                                        |                                                        |                                                        |                                                        |                                                        |                                                        |
| Fuente n.º 2: NOAA                                     |                                                        |                                                        |                                                        |                                                        |                                                        |                                                        |                                                        |                                                        |                                                        |                                                        |                                                        |                                                        |                                                        |